# ليندا ميلر
ليندا ميلر (بالإنجليزية: Linda Miller)‏ هي ممثلة أمريكية، ولدت في 16 سبتمبر 1942 بنيويورك في الولايات المتحدة. من الجوائز التي نالتها جائزة المسرح العالمي سنة 1975.

## جوائز وترشيحات
جوائز
- جائزة المسرح العالمي (1975)

ترشيحات
- جائزة توني لأفضل ممثلة بارزة في مسرحية [الإنجليزية]‏ (1975)

## وصلات خارجية
- ليندا ميلر على موقع IMDb (الإنجليزية)
- ليندا ميلر على موقع أول موفي (الإنجليزية)
- ليندا ميلر على موقع قاعدة بيانات برودواي على الإنترنت (الإنجليزية)
- ليندا ميلر على موقع قاعدة بيانات برودواي على الإنترنت (الإنجليزية)
- ليندا ميلر على موقع قاعدة بيانات الفيلم (الإنجليزية)